# محمد واجد مياه
محمد عبد القادر واجد مياه (بالبنغالية: এম এ ওয়াজেদ মিয়া؛ 6 فبراير 1942- 9 مايو 2009) كان فيزيائيًا من بنغلادش وكتب عددًا من البحوث في الفيزياء ولهُ بعض الكتب في التاريخ السياسي، ورئيس سابق لهيئة الطاقة الذرية البنغلاديشية وزوج رئيسة الوزراء الشيخة حسينة.

## النشأة
ولد واجد مياه في 16 فبراير 1942 في قرية فاتحبور (مياه باري) في بِرغانج، مقاطعة رانجبور، أبواه هم عبد القادر مياه ومويزونيس. كان الأصغر بين ثلاث أخوات وأربعة أشقاء. كان عمه واجد مياه. الذي غير اسمه إلى «سودها مياه». للحصول على تعليم أفضل أُرسل من الفصل الخامس إلى مجلس إدارة مدرسة رانجبور زيلا، حيث حصل على شهادة الثانوية العامة بدرجة امتياز.
ثم التحق بكلية راجشاهي. بعد اجتيازه امتحان HSC عام 1958، سار على خطى ابن أخته الكبرى الفيزيائي عبد القيوم سركر، ودخل قسم الفيزياء بجامعة دكا. في عام 1961 حصل على بكالوريوس العلوم في الفيزياء وفي عام 1962 أنهى درجة الماجستير في العلوم. أنجز دبلومة في إمبريال كوليدج لندن في 1963 - 1964. في عام 1967 حصل على درجة الدكتوراه في الفلسفة الفيزيائية من جامعة دورهام بإنجلترا. كانت أطروحته حول فرضية التمهيد في فيزياء الجسيمات النظرية، وعمل تحت إشراف الأستاذ إي جي سكوايرز.

## العمل السياسي
من عام 1961 إلى عام 1962 كان نائب رئيس قاعة فضل الحق مسلم في شرق باكستان رابطة شاترا الإسلامية (المعروفة حاليًا باسم رابطة شاترا بنغلاديش) في جامعة دكا. اعتقل بتهمة نشاطه ضد لجنة التعليم وسجن عام 1962. ولم يلعب أي دور رسمي نشط في رابطة عوامي بعد زواجه من الشيخة حسينة.

## العمل المهني
في 1 أبريل 1963، وجد مياه وظيفة في هيئة الطاقة الذرية الباكستانية (PAEC)، التي كانت مرتبطة في البداية بمركز أبحاث الطاقة الذرية (AERC) في كراتشي. في عام 1969، حصل مياه على زمالة في المركز الدولي للفيزياء النظرية في إيطاليا. في نفس العام، عاد إلى وطنه باكستان واستمر في العمل مع AERC. في كراتشي، كان مياه كبير العلماء في محطة كراتشي للطاقة النووية ولكن أُلغي تصريحه الأمني، مما أدى إلى إنهاء عقده وعودته إلى بنغلاديش.
كان منخرطًا في العمل البحثي في مختبر نيودلهي التابع للجنة الطاقة الذرية في الهند خلال الفترة 1975-1982، وكان ذلك خلال فترة نفي عائلة مجيب بعد الانقلاب الدموي الذي حصل في بنغلاديش في 15 أغسطس 1975. بعد عودته إلى بنغلاديش، انضم إلى هيئة الطاقة الذرية في بنغلاديش، وتقاعد بوصفه رئيس لها في عام 1999.

## الحياة الشخصية
تزوج مياه من شيخة حسينة، الابنة الكبرى لبانغاباندو الشيخ مجيب الرحمن في 17 نوفمبر 1967. ولديه منها ساجد واجد جوي وصايمة واجد بوتول.

## الوفاة
توفي في 9 مايو 2009. بعد معاناة لفترة طويلة من عدة أمراض من بينها مرض القلب. كان قد خضع لجراحة فتح مجرى جانبي للشريان التاجي قبل سنوات قليلة من ذلك الحين، وأجرى عملية رأب الوعاء في سنغافورة قبل وفاته ببضعة أشهر فقط. دُفن في مقبرة العائلة في قريته الأصلية في بيرغانج، رانجبور.

## إرثه
تم مؤخرًا تغيير اسم أحد المباني العلمية الرئيسية في جامعة راجشاهي، والذي كان يُطلق عليه سابقًا اسم المبنى العلمي الرابع، إلى اسم مبنى الدكتور إم واجد مياه الأكاديمي. سمي مبنى تقنية المعلومات والاتصالات بجامعة شاه جلال للعلوم والتقنية باسمه. كما شيد مبنى أكاديمي تخليدًا لذكراه في جامعة الحاج محمد دانيش للعلوم والتقنية
.

## المنشورات
- Fundamentals Of ديناميكا حرارية by MA Wazed Miah (University Press, Dhaka, 1988)
- Fundamentals of كهرومغناطيسية by MA Wazed Miah (Tata-McGraw-Hill, 1982)
- Bangabandhu Sheikh Mujibke Ghire Kichhu Ghatana O Bangladesh (A Bangla Memoirs)
- Bangladesher Rajniti O Sarkarer Chalchitra (A Bangla Memoirs)